# Marcos Ramírez
Marcos Ramírez Fernández (* 16. Dezember 1997 in Conil de la Frontera) ist ein spanischer Motorradrennfahrer.

## Karriere
Seine internationale Karriere begann Ramírez im Red Bull MotoGP Rookies Cup, in dem er 2012 und 2013 zwei volle Saisons bestritt und acht Podestplätze einsammelte, jedoch keinen Sieg.
2014 gab Ramírez sein Moto3-Debüt als Wildcard-Starter auf einer KTM von Calvo Team Laglisse beim Großen Preis von Spanien. Er wurde 21.
2015 bestritt Ramírez sieben der zwölf Saisonrennen der Supersport-Weltmeisterschaft für Kawasaki (Catbike/exit), Yamaha (Autos Arroyo Pastrana Racing Team) und Honda (Team Lorini) und wurde WM-21. mit zwölf Punkten.
2016 kehrte Ramírez in die Moto3 zurück und ersetzte ab dem Großen Preis von Österreich Danny Webb bei Platinum Bay Real Estate für den Rest der Saison. Er pilotierte dort eine Mahindra und sammelte mit einem siebten Platz beim Großen Preis von Australien und einem sechsten beim Großen Preis von Malaysia seine ersten WM-Punkte. Am Ende wurde er WM-26. mit 19 Punkten.
2017 verblieb Ramírez im Team und wurde somit erstmals Stammfahrer. Sein Teamkollege war wie im Vorjahr Darryn Binder, der jüngere Bruder des amtierenden Weltmeisters Brad Binder. Das Team wechselte zudem auf KTM-Chassis. Ramírez fuhr mit dritten Plätzen in Deutschland und Valencia zweimal aufs Podium und schloss die Saison als WM-Achter ab. Gegen Binder hatte er sich mit 123 zu 35 Punkten deutlich durchgesetzt. Ramírez war zudem bester Nicht-Honda-Pilot im Endklassement geworden, hatte zwei der sechs KTM-Podien der Saison eingesammelt und war auch der einzige Nicht-Honda-Pilot, der mehr als einmal auf dem Podest gestanden hatte.
Auch 2018 verblieb Ramírez in der Moto3 im selben Team, das aufgrund des neuen Sponsors sich fortan Bester Capital Dubai nannte. Sein neuer Teamkollege war der Rookie Jaume Masiá. Erneut fuhr Ramírez zwei dritte Plätze ein, diesmal bei den Großen Preisen von Spanien und Frankreich. In beiden Fällen war er Teil eines KTM-Dreifachsieges geworden, in Spanien hinter Philipp Öttl und Marco Bezzecchi, in Frankreich hinter Albert Arenas und Andrea Migno. Zudem war er ursprünglich in beiden Rennen als Vierter ins Ziel gekommen, hatte jedoch zweimal durch die Strafversetzung bzw. Zeitstrafe eines anderen Fahrers profitiert. Als WM-Zehnter verschlechterte er sich gegenüber dem Vorjahr um zwei Plätze. Das teamintere Duell gegen Masiá hatte er mit 101 zu 76 Punkten für sich entschieden.
2019 wechselte Ramírez zu Leopard Racing und damit erstmals auf Honda, als Nachfolger von Enea Bastianini. Sein Teamkollege war Lorenzo Dalla Porta. Beim Großen Preis von Katalonien gewann Ramírez erstmals einen Weltmeisterschaftslauf, ein zweiter Sieg folgte beim Großen Preis von Großbritannien. Am Ende wurde Ramírez, während Dalla Porta Weltmeister geworden war, WM-Dritter mit 183 Punkten.
2020 stieg Ramírez in die Moto2-Kategorie auf und pilotiert eine Kalex für American Racing an der Seite des Kaliforniers Joe Roberts. Bei seinem Debüt, dem Großen Preis von Katar, bei dem er von Platz 24 ins Rennen gegangen war, musste er allerdings nach einem Sturz in der dritten Runde frühzeitig aufgeben. Im zweiten Rennen fuhr er als 23. und allerdings Letzter seine erste Moto2-Zielankunft ein. Ein Rennen später gelang ihm als 15. sein erster Punkt. Schlussendlich wurde der Andalusier WM-19. Er unterlag Roberts mit 94 zu 37 Punkten.
Auch 2021 verbleibt Marcos Ramírez bei American Racing. Sein neuer Teamkollege ist Roberts’ Landsmann Cameron Beaubier.

## Statistik

### Erfolge
- 2015 – FIM CEV Superstock-600-Europameisterschaft
- 2 Grand-Prix-Siege

### In der Motorrad-Weltmeisterschaft
(Stand: Großer Preis von Österreich, 17. August 2025)
| Saison | Klasse | Team                     | Motorrad  | Rennen | Siege | Zweiter | Dritter | Poles | Schn. Runden | Punkte | Ergebnis |
| ------ | ------ | ------------------------ | --------- | ------ | ----- | ------- | ------- | ----- | ------------ | ------ | -------- |
| 2014   | Moto3  | Calvo Team Laglisse      | KTM       | 1      | –     | –       | –       | –     | –            | 0      | –        |
| 2016   | Moto3  | Platinum Bay Real Estate | Mahindra  | 9      | –     | –       | –       | –     | –            | 19     | 26.      |
| 2017   | Moto3  | Platinum Bay Real Estate | KTM       | 18     | –     | –       | 2       | –     | 1            | 123    | 8.       |
| 2018   | Moto3  | Bester Capital Dubai     | KTM       | 18     | –     | –       | 2       | –     | –            | 102    | 10.      |
| 2019   | Moto3  | Leopard Racing           | Honda     | 19     | 2     | 2       | –       | 2     | 1            | 183    | 3.       |
| 2020   | Moto2  | Tennor American Racing   | Kalex     | 15     | –     | –       | –       | –     | –            | 37     | 19.      |
| 2021   | Moto2  | Tennor American Racing   | Kalex     | 17     | –     | –       | –       | –     | –            | 39     | 17.      |
| 2022   | Moto2  | Forward Racing           | MV Agusta | 20     | –     | –       | –       | –     | –            | 5      | 30.      |
| 2023   | Moto2  | Forward Racing           | Forward   | 8      | –     | –       | 1       | –     | –            | 65     | 16.      |
| 2023   | Moto2  | OnlyFans American Racing | Kalex     | 11     | –     | –       | 1       | –     | –            | 65     | 16.      |
| 2024   | Moto2  | OnlyFans American Racing | Kalex     | 20     | –     | –       | 1       | –     | –            | 116    | 11.      |
| 2025   | Moto2  | OnlyFans American Racing | Kalex     | 13     | –     | –       | –       | –     | –            | 84     | 10.      |
| Gesamt | Gesamt | Gesamt                   | Gesamt    | 169    | 2     | 2       | 6       | 2     | 2            | 773    |          |

Grand-Prix-Siege
| Saison | Klasse | Rennen                            |
| ------ | ------ | --------------------------------- |
| 2019   | Moto3  | Katalonien Vereinigtes Konigreich |

### In der FIM-CEV-Moto2-Europameisterschaft
| Saison | Team                              | Hersteller | Rennen | Siege | Zweiter | Dritter | Poles | Schn. Runden | Punkte | Ergebnis |
| ------ | --------------------------------- | ---------- | ------ | ----- | ------- | ------- | ----- | ------------ | ------ | -------- |
| 2015   | Autos Arroyo Pastrana Racing Team | Yamaha     | 7      | –     | –       | –       | –     | –            | 26     | 15.      |
| 2015   | Team Stratos                      | Ariane     | 1      | –     | –       | –       | –     | –            | 26     | 15.      |
| Gesamt | Gesamt                            | Gesamt     | 8      | 0     | 0       | 0       | 0     | 0            | 26     |          |

### In der FIM CEV Superstock-600-Europameisterschaft
| Saison | Team                              | Hersteller | Rennen | Siege | Zweiter | Dritter | Punkte | Ergebnis |
| ------ | --------------------------------- | ---------- | ------ | ----- | ------- | ------- | ------ | -------- |
| 2015   | Autos Arroyo Pastrana Racing Team | Yamaha     | 7      | 7     | –       | –       | 175    | Meister  |
| Gesamt | Gesamt                            | Gesamt     | 7      | 0     | 0       | 0       | 175    |          |

### In der CEV-Moto3-Meisterschaft
| Saison | Team                   | Hersteller | Rennen | Siege | Zweiter | Dritter | Poles | Schn. Runden | Punkte | Ergebnis |
| ------ | ---------------------- | ---------- | ------ | ----- | ------- | ------- | ----- | ------------ | ------ | -------- |
| 2013   | Leopard Junior Stratos | KTM        | 8      | –     | 1       | 2       | –     | 1            | 114    | 2.       |
| 2014   | Calvo Team             | KTM        | 7      | –     | –       | 1       | –     | –            | 101    | 5.       |
| 2014   | Machado-Came Spain     | Ioda-Honda | 4      | –     | –       | 1       | –     | –            | 101    | 5.       |
| 2016   | Leopard Junior Stratos | KTM        | 12     | 5     | 3       | –       | 1     | 1            | 205    | 2.       |
| Gesamt | Gesamt                 | Gesamt     | 31     | 5     | 4       | 3       | 1     | 2            | 420    |          |

### Im Red Bull MotoGP Rookies Cup
| Saison | Rennen | Siege | Zweiter | Dritter | Poles | Schn. Runden | Punkte | Ergebnis |
| ------ | ------ | ----- | ------- | ------- | ----- | ------------ | ------ | -------- |
| 2012   | 15     | –     | 3       | –       | 1     | 1            | 153    | 6.       |
| 2013   | 14     | –     | –       | 5       | –     | 1            | 145    | 5.       |
| Gesamt | 29     | 0     | 3       | 5       | 1     | 2            | 298    |          |